# Tragia finalis
Tragia finalis là một loài thực vật có hoa trong họ Đại kích. Loài này được P.I.Forst. miêu tả khoa học đầu tiên năm 1997.